# Observatori de Berna-Zimmerwald
L'observatori de Berna-Zimmerwald (originalment Observatorium Zimmerwald) és un observatori astronòmic operat per l'Institut Astronòmic de la Universitat de Berna (Astronomisches Institut der Universität Bern). Construït en 1956 està situat a 10 km al sud de Berna, Suïssa, prop de Zimmerwald. El telescopi d'un metre d'obertura ZIMLAT va ser inaugurat en 1997.